# Новошалашово
Новошалашово, Новошалашёво — упразднённый посёлок в Ашинском районе Челябинской области России. На момент упразднения входил в состав Ашинского горсовета. Исключен из учётных данных в 1985 г.

## География
Располагался в центре района, у горы Грамишеевская, в 6,5 км (по прямой) к западу от города Миньяр, в 12 км от города Аша.

## Топоним
Название парное к Старошалашово.

## История
По данным на 1970 год посёлок Новошалашово находился в подчинении Ашинского горсовета.
Постановлением Челябинской облисполкома от 30.12.1985 г. № 573 посёлок исключен из учётных данных.

## Население
Согласно результатам переписи 1970 года на посёлке проживал 50 человек.